# Васил Сгурев
Васил Стоянов Сгурев е български учен, академик на Българската академия на науките, председател на Федерацията на научно-техническите съюзи.
Електроинженер. Член-кореспондент (1989), академик (1997) на БАН. Работи в Института по информационни технологии (обединен в Института по информационни и комуникационни технологии от 2010 г.) на БАН, ръководител на секция „Интелигентни системи“.
Завършва висше инженерно образование в Ленинград със специалност „Електромеханика“ (1960). Там защитава дисертация за научна степен „кандидат на техническите науки“ (днес: доктор по ...) през 1968 г. Става „доктор на техническите науки“ в БАН (1983). От 1974 г. е старши научен сътрудник II степен (днес: доцент), а от 1984 г. – старши научен сътрудник I степен (днес: професор).
Има над 350 научни публикации, 8 монографии, 30 патента и изобретения с вписване в „Златната книга“ на Българското патентно ведомство. Бил е ръководител на 16 докторанти.
Участва и ръководи значителен брой научноизследователски и образователни проекти с международно участие. Член е на редколегиите на 3 международни и 2 български списания, на 2 международни академии и на авторитетни международни организации – американските IEEE и AAAI, както и на IFIP, IF AC, IFORS и IBRO.
Председател е на:
- Федерацията на научно-техническите съюзи – от 2001 г.,
- Съюза по автоматика и информатика „Джон Атанасов“ (във ФНТС),
- Българската асоциация по изкуствен интелект и
- Дружеството по разпознаване на образи.

Автор е и на книгата „Най-значимите личности на България“, 286 стр., изд. „Прима“, 1999 г.
Награден е с орден „Стара планина“ 2-ра степен през 2010 г.